# Engelse toyterriër
De Engelse toyterriër is een hondenras dat afkomstig is uit Engeland. Het ras is in de negentiende eeuw ontstaan door het kruisen van de Manchesterterriër met het Italiaanse windhondje. Het doel hiervan was het verkrijgen van een klein ras. Een volwassen Engelse toyterriër is ongeveer 28 centimeter hoog. Het gewicht ligt tussen de 2,7 en 3,6 kilogram. Het ras is goed in het vangen van ratten en muizen.
Airedaleterriër ·
Amerikaanse staffordshireterriër ·
Australische silkyterriër ·
Australische terriër ·
Bedlingtonterriër ·
Borderterriër ·
Braziliaanse terriër ·
Bulterriër ·
Cairnterriër ·
Ceskyterriër ·
Dandie Dinmont-terriër ·
Duitse jachtterriër ·
Engelse toyterriër ·
Foxterriër ·
Glen of Imaalterriër ·
Ierse terriër ·
Irish soft-coated wheaten terrier ·
Jackrussellterriër ·
Japanse terriër ·
Kerry blue-terriër ·
Lakelandterriër ·
Manchesterterriër ·
Miniatuur Bulterriër ·
Norfolkterriër ·
Norwichterriër ·
Parson Russell-terriër ·
Schotse terriër ·
Sealyhamterriër ·
Skyeterriër ·
Staffordshire-bulterriër ·
Welsh terriër ·
West Highland white terrier ·
Yorkshireterriër